# Incognito (gruppo musicale)
Gli Incognito sono un gruppo musicale britannico, considerati tra i primi a proporre il genere acid jazz.
Il leader Jean-Paul "Bluey" Maunick è l'unico componente ad essere rimasto sempre attivo all'interno della formazione. Nel corso della loro storia si sono alternati vari sassofonisti, bassisti, batteristi e cantanti.

## Storia

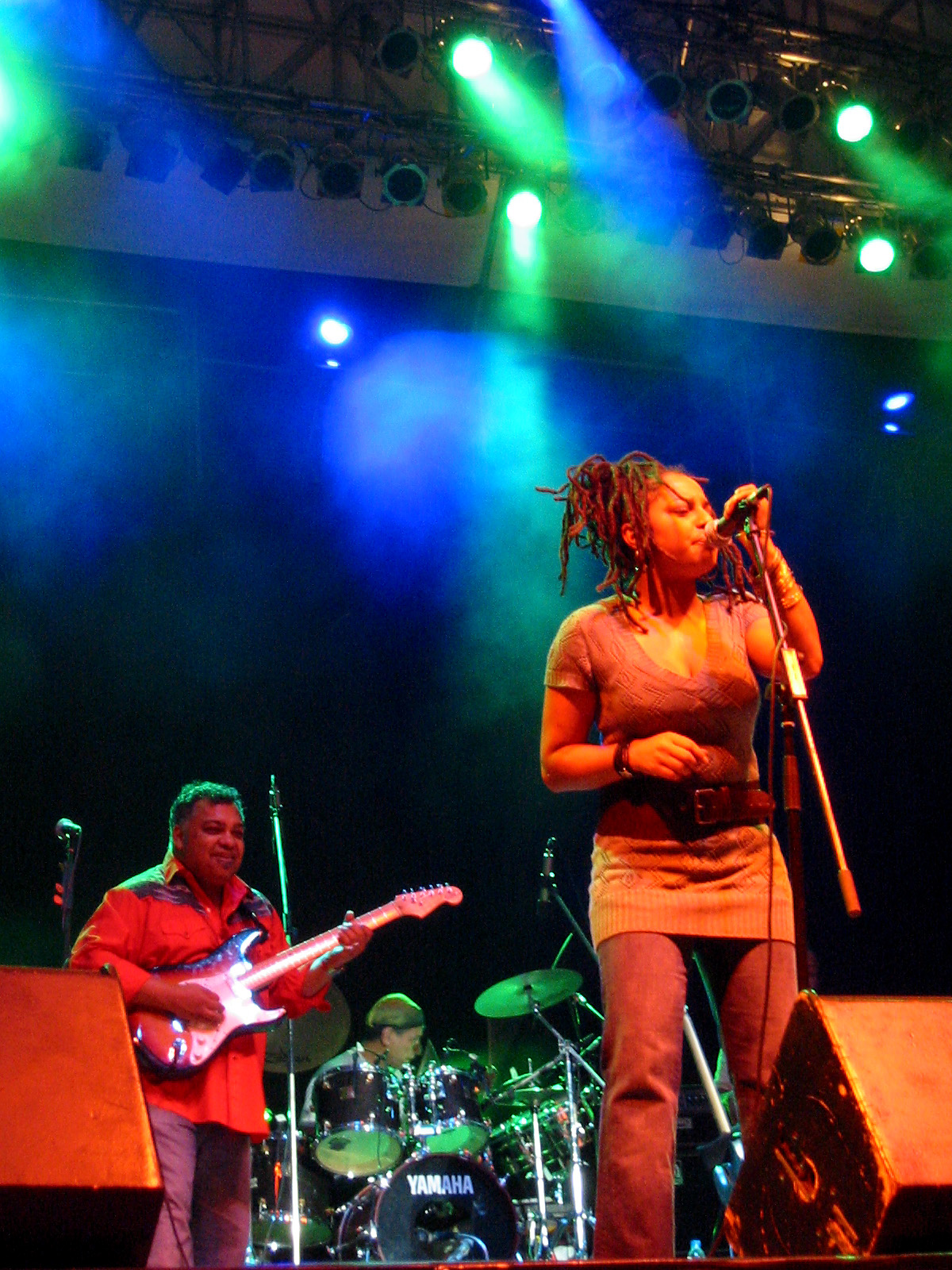
Incognito a Bangkok nel 2005

La storia degli Incognito inizia nel 1980 quando Jean-Paul "Bluey" Maunick, inglese originario di Mauritius, e Paul "Tubbs" Williams creano il gruppo. Nel 1981 pubblicano il primo album intitolato Jazz Funk.
Dopo l'esordio segue un lungo periodo di silenzio. Nel 1989 avviene la svolta decisiva per la band: in quell'anno il dj britannico Gilles Peterson crea l'etichetta discografica Talkin' Loud, dando la possibilità agli Incognito di creare un nuovo genere musicale, l'acid jazz, del quale ancora oggi sono tra i più autorevoli rappresentanti nel mondo.
Nel 1991, con l'album Inside Life e nel 1992 con l'album seguente Tribes, Vibes + Scribes, si fanno conoscere dal pubblico internazionale, anche grazie alla cover del brano Don't You Worry 'Bout a Thing, di Stevie Wonder.
Negli anni a seguire la band, caratterizzata da una continua variazione dei propri componenti, produce numerosi album in studio ed una serie continua di tour mondiali di successo.
Nel 2010 viene pubblicato l'album Transatlantic R.P.M., disco che vede gli Incognito collaborare con Al McKay, celebre chitarrista degli Earth Wind and Fire, con Chaka Khan, Leon Ware e Mario Biondi.
Due anni più tardi, nel 2012, il gruppo dà alla luce l'album Surreal, dove Bluey si avvale della collaborazione del cantante e autore tedesco Mo Brandis e della nuova voce femminile Natalie Williams.

## Membri e Invitati

### Cantanti
Maysa, Marc Anthoni, Mo Brandis, Linda Muriel, Richard Wayler, Chaka Khan, Stevie Wonder, Elizabeth Troy, Joy Malcolm, Josephine McCormick, Arlene "Danielle" Rookwood, Chyna Gordon, Claudia Fontaine,  Claudia Rey, Vivienne Mckone, Gina Foster, Janice Hoyte, Ed Motta, Beverley Skeete, Dianne Reeves, Chris Ballin, Imaani, Karen Bernaud, Veronique, Charlise Rookwood, Paul Jason Federicks, Ogadinma Umelo Sang, Lawrence Johnson, Lain Grey, Lennox, Kelli Sae, Raymond Simpson, Xavier Barnett, Diane Joseph, Sarah Brown, Terri Walker, Tyrone Henry, Tony Momrelle, Priscilla May Jones,  Tessa Niles, Linda Taylor, Carol Kenyon, Paige Lackey Martin, Rhonda Thomas, Dave Collins, Root Jackson, Juliet Roberts, Bazil Meade, Valerie Etienne, Jocelyn Brown, Noel McCoy, Joy Rose, Gail Evans, Robbie Danzie, Lauraine McIntosh, Sophia Jones, Ledisi, Dira, Carleen Anderson, Sakura, Donna Gardier, Jack Kerouac, Mario Biondi, Jocelyn Brown, Vanessa Haynes, Roberta Gentile.

### Tastieristi
Peter Hinds, Graham Harvey, Jim Watson, Gary Sanctuary, Rickardo Reid, Simon Grey, John Deley, Mark Taylor, Matt Cooper, Leon Greening, Mark Edwards, Mike Gorman, Ski Oakenfull, Jamie Norton, Tim Vine, Lyndon Connah, Don Doobay, Errol Reid, Nikki Yeoh,  Mattie Collins, Jools Holland, George Duke, Lorenzo Campese, Chicco Allotta. Joe Antenucci.

### Chitarristi
Bluey, Tony Remy, Paul Weller, Robert Greenfield, Ronnie Johnson, Tim Cansfield, Dave Ital, Hamish Stuart, George Benson, Matias Sanchez(Ex Ojas).

### Bassisti
Paul "Tubbs" Williams, Alpheous Little, Alex Maheiros, Greg Harewood, Nick Cohen, Yolanda Charles, Julian Crampton, Randy-Hope Taylor, Neville Malcolm, Francis Hylton, Andy Kremer, Gavin W. Pearce, Stuart Zender.

### Batteristi
Francesco Mendolia, Geoff Dunn, Trevor Murrell, Gavin Harrison, John Piper, Ron Telemaque, Andy Gangadeen, Richard Bailey, Tony Mason, Ian Thomas, Max Beesley, Frank Tontoh, Pete Ray Biggin, Darren Abraham, Alberto Businari,Nick van Gelder.

### Percussionisti
Bosco De Oliveira, Thomas Dyani, Daniel Sadownick, Danny Cummings, Snowboy, Martin Verdonk, Miles Bould, Karl Vanden Bossche,  Luis Jardim, Chris Joris, Gee Bello, Steve Thornton, Iwan, Pandit, James Mack.

### Trombettisti
Peter Segona, Guy Barker, Claude Deppa, Byron Wallen, John Thirkell, Gerard Presencer, Basilio Marquez, Julio Padrón, Jesús Alemany, Alexander Norris, Colin Graham, Dominc Glover, Juanito Mungui, Tony Kadler, Duncan McKay, Kevin Robinson, Greg Gisbet, Tim Hagans, Tom Res, Dave Defries, Sid Gauld, Roy Hargrove, RIo Sidik, Daniel Marsden, Darren Wiles, Kenny Wellington.

### Sassofonisti
George Lee, Ray Carless, Roger Thomas, Denys Baptiste, Patrick 'Roppongi' Clahar, Jason Yarde, Bud Beadle, Snake Davis, Chris White, Roman Filiu, Chris DeMargary, Chris Hunter, Tim Ries, Ronnie Cuber, Ken Hitchcock, Rowland Sutherland Richard,, Daniel Nicholson, Tom Richards, Finn Peters, Molly Duncan, Ben Castle, Ed Xiques, Jim Hunt, Dave O'Higgins, Ed Jones, Andy Ross, Chris DeMargary.

### Trombonisti
Trevor Mires, Nichol Thomson, Michael Davis, Fayaz Virgi, Joe De Jesus, Jimmy Bosch, Adrian Fry, Avi Leibovich, Richard Edwards, Mark Nightingale, Winston Rollins, Vin Gordon, Neil Sidwell, Martin Gladdish,  Magnus Dearness, Raphael Crawford, Andrea Andreoli, Alistar White

### Flautisti
Gareth Lockrane, Neil Metcalfe, Rowland Sutherland.

### Armonicisti
Adam Glasser.

### Arrangiatori
Simon Hale, Bob Belden.

### Archi
Diane Monroe, Yuri Vodovoz, Paul Woodiel, Barry Finclair, Rebekah Johnson, Sanford Allen, Steven Hussey, Alison Dods, Becca Ware, Catherine Browning, Chris Worsey, Everton Nelson, Jesse Levine, Ian Burdge, Lucy Wilkins, John Dexter, Kurt Coble, Marshall Coid, Liuh-Wen Ting, Vince Greene, Xin Zhao, Jean R. Perrault, Yolisa Phahle, Michael Gray, Darragh Morgan, John Metcalfe, Helena Wood, Adrian Smith, Warren Zielinski, Louisa Fuller, Camilla Pay, Celine Saout, Ivan Hussey

### DJ
DJ Dodge, DJ Soul Slinger, DJ Soul slinger, Venom, Alex Rizzo, Roger Sanchez, Matt Ottewill, Ray Hayden.

## Discografia

### Album in studio
- 1981 - Jazz Funk (Ensign)
- 1991 - Inside Life (Talkin' Loud)
- 1992 - Tribes, Vibes + Scribes (Talkin' Loud)
- 1993 - Positivity (talkin Loud)
- 1995 - 100° and Rising (Talkin' Loud)
- 1996 - Beneath the Surface (Talkin' Loud)
- 1999 - No Time Like the Future (Talkin' Loud)
- 2001 - Life, Stranger than Fiction (Talkin' Loud)
- 2002 - Who Needs Love (Rice Records)
- 2004 - Adventures in Black Sunshine (Dôme)
- 2005 - Eleven (Edel)
- 2006 - Bees + Things + Flowers (Dôme)
- 2008 - Tales From The Beach (Edel Records)
- 2010 - Transatlantic R.P.M. (Dôme)
- 2012 - Surreal (Edel Germany GmbH su licenza esclusiva della Bluey Music Ltd.)
- 2014 - Amplified Soul (Earmusic)
- 2016 - In Search of Better Days (Earmusic)
- 2019 - Tomorrow's New Dream (Bluey Music)
- 2023 - Into You (Shanachie)

### Album dal vivo

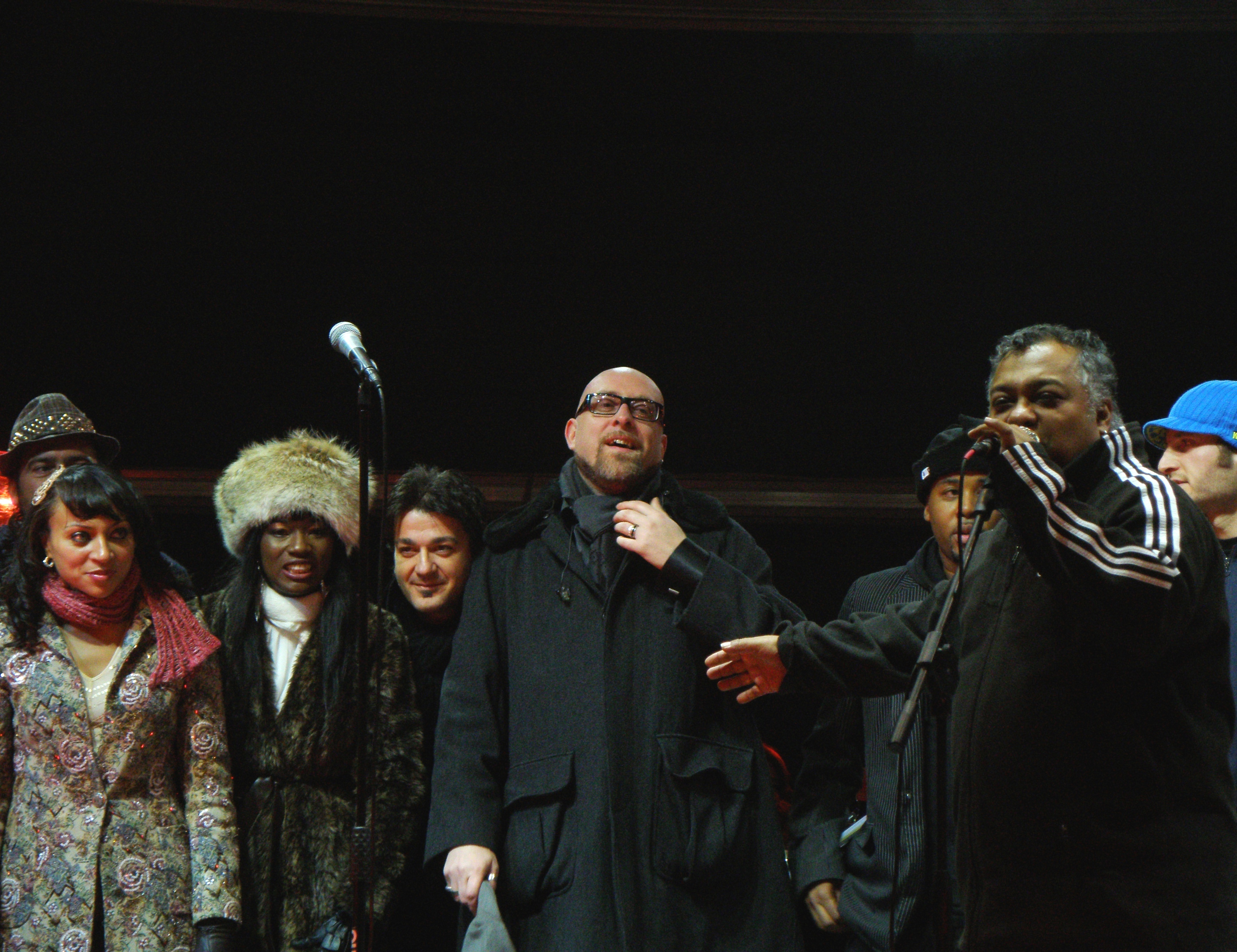
Gli Incognito e Mario Biondi in concerto a Milano nel 2010.

- 1997 - Last Night in Tokyo (Talkin' Loud)
- 2010 - Live in London: The 30th Anniversary Concert (In-Akustik)
- 2015 - Live in London - 35th Anniversary Show (Earmusic)

### Raccolte
- 1997 - Blue Moods (Talkin' Loud)
- 1998 - The Best of Incognito
- 2000 - The Best of Incognito (Talkin' Loud)
- 2005 - Let the Music Play (Universal) (25º anniversario)
- 2006 - The Millennium Collection: The Best of Incognito (Hip-O)
- 2011 - The New Millennium Collection
- 2017 - The Best (2004-2017)

### Raccolte di remix
- 1996 - Remixed (Talkin' Loud)
- 2000 - Future Remixed (Talkin' Loud)
- 2001 - Life, Stranger than Fiction - Remixes (Talkin' Loud)
- 2003 - Love X Love: Who Needs Love Remixes (Pony Canyon)
- 2005 - Feed Your Soul: Remixed (Edel-Pony Canyon)
- 2008 - More Tales: Remixed (Dôme) (con i Rice Artists)